# Machimus chaldaeus
Machimus chaldaeus är en tvåvingeart som beskrevs av Emile Janssens 1961. Machimus chaldaeus ingår i släktet Machimus och familjen rovflugor. Inga underarter finns listade i Catalogue of Life.